# Крупский-Млын (гмина)
Крупски-Млын (пол. Krupski Młyn) — сельская гмина (волость) в Польше, входит как административная единица в Тарногурский повет, Силезское воеводство. Население — 3501 человек (на 2004 год).

## Демография
| Перепись                       | Всего   | Всего | Женщины | Женщины | Мужчины | Мужчины |
| ------------------------------ | ------- | ----- | ------- | ------- | ------- | ------- |
| Единицы                        | человек | %     | человек | %       | человек | %       |
| Население                      | 3501    | 100   | 1778    | 50,8    | 1723    | 49,2    |
| Плотность населения (чел./км²) | 88,8    | 88,8  | 45,1    | 45,1    | 43,7    | 43,7    |

## Поселения
1. Крупски-Млын
2. Потемпа
3. Зентек